# 長崎市立川平小学校
長崎市立川平小学校（ながさきしりつ かわびらしょうがっこう、Nagasaki City Kawabira Elementary School）は、長崎県長崎市川平町にあった公立小学校。
2020年（令和2年）3月末に閉校し、長崎市立西浦上小学校へ統合された。

## 概要
学校教育目標
「自ら学び，一人ひとりを大切にする，心豊かでたくましい子どもの育成」
校章
「三ツ山」を背景に、校名の「川」の文字を配している。
校歌
2番まであり、各番に校名の「川平」が登場する。

## 沿革
- 1877年（明治10年）1月 - 西浦上村川平郷（現・力場坂）に「川平小学校」が開校。
- 1886年（明治19年）4月 - 小学校令により、「簡易川平小学校」と改称。
- 1892年（明治25年）6月 - 「川平尋常小学校」と改称。
- 1902年（明治35年）11月 - 前校地に校舎を建築。
- 1909年（明治42年）11月 - 校舎を増築。
- 1912年（大正元年）11月 - 川平実業補習学校を併設。
- 1922年（大正11年）3月 - 校舎の一部を増築。
- 1923年（大正12年）4月 - 運動場を拡張。
- 1924年（大正13年）4月 - 高等科を併設し、「川平尋常高等小学校」と改称。
- 1935年（昭和10年）4月 - 統合により「西浦上尋常高等小学校川平分教場」となる。
- 1938年（昭和13年）4月1日 - 西浦上村が長崎市へ編入される。
- 1941年（昭和16年）4月1日 - 国民学校令に伴い、「長崎市西浦上国民学校川平分教場」と改称。
- 1945年（昭和20年）
  - 8月9日 - 長崎への原子爆弾投下により、本校である西浦上国民学校（現・長崎市立西浦上小学校）が全壊。川平分教場職員が本校に駆けつけ、隣接する長崎師範学校校舎からの延焼を防ぐ。
- 1947年（昭和22年）4月1日 - 学制改革に伴い、「長崎市立西浦上小学校川平分校」と改称。
- 1949年（昭和24年）4月 - 給食室が完成。
- 1950年（昭和25年）1月 - 川平分校新校舎建設委員会が結成。
- 1954年（昭和29年）2月 - 新校舎が完成。
- 1955年（昭和30年）3月 - 長崎市立西浦上小学校から分離の上、「長崎市立川平小学校」（現校名）として独立。
- 1965年（昭和40年）5月 - 川平小学校後援会が結成。
- 1969年（昭和44年）4月 - 「川平よい子の歌」が制定。　作詞 - 戒本茂（校長）／ 作曲 - 黒岩弘美（教諭）
- 1977年（昭和52年）2月10日 - 創立100周年記念式典を挙行。
- 1979年（昭和54年）4月10日 - 川平小発祥之地碑が建立。
- 1984年（昭和59年）12月1日 - 新校舎への架橋（川平橋）が完成。
- 1986年（昭和61年）
  - 3月25日 - 新校舎・体育館・プールが完成。
  - 3月30日 - 新校舎へ移転。新校舎は長崎市初のオープンスペース型教室[2]の校舎。
- 1987年（昭和62年）1月10日 - 創立110周年記念式典を挙行。
- 1988年（昭和63年）9月22日 - 図書コーナーを開設。
- 1992年（平成4年）3月4日 - コンピュータを設置。
- 1997年（平成9年）1月10日 - 創立120周年記念式典を挙行。
- 1999年（平成11年）3月26日 - 図書室・コンピュータ室が完成。
- 2003年（平成15年）2月16日 - 学校ビオトープが完成。
- 2007年（平成19年）1月10日 - 創立130周年記念式典を挙行。
- 2020年（令和2年）3月31日 - 長崎市立西浦上小学校への統合により、閉校[1]。143年の歴史に幕を下ろした。

## 学校行事
- 運動会は5月に行われていた。

## アクセス
最寄りのバス停
- 長崎バス 「三宝橋」バス停

最寄りの国道・県道
- 長崎県道45号東長崎長与線

最寄りの高速道路
- 長崎バイパス川平インターチェンジ

## 関連事項
- 長崎県小学校の廃校一覧